# Grote torenvalk
De grote torenvalk (Falco rupicoloides) is een roofvogel uit de familie der valken (Falconidae).

## Verspreiding en leefgebied
Deze soort komt voor in zuidelijk en oostelijk Afrika en telt 3 ondersoorten:
- F. r. fieldi: noordoostelijk Ethiopië, noordelijk Somalië en noordelijk Kenia.
- F. r. arthuri: centraal en zuidelijk Kenia en noordoostelijk Tanzania.
- F. r. rupicoloides: van zuidelijk Angola tot zuidwestelijk Zambia, zuidelijk tot Zuid-Afrika.